# 伯爾克郡政府
伯爾克郡（英語：Shire of Burke）是澳大利亞昆士蘭州西北部的地方政府；地理位於卡奔塔利亞灣之南，西鄰北領地，內有桂格理平原；轄境有40126.8平方公里，全郡包圍著杜馬吉原住民郡。